# Verònica Cantó Domènech
Verònica Cantó Domènech (Cocentaina, 1964) és una editora, filòloga i professora valenciana, acadèmica de l'Acadèmia Valenciana de la Llengua (AVL) i presidenta d'aquesta institució des de 2022.
Llicenciada en Filosofia i Lletres (secció de filologia catalana) a la Universitat d'Alacant l'any 1987. Ha estat directora de publicacions de l'editorial alcoiana Marfil des del 1989 i presidenta de l'Associació d'Editors del País Valencià des del 1999 fins al 2002.
Pel que fa a la divulgació del valencià al País Valencià, ha sigut membre dels equips de treball Arc Mediterrani i Cultura Popular del centre de formació al professorat de la Generalitat Valenciana a Torrent (l'Horta Sud) entre el 1995 i 1998. També fou col·laboradora del diari Levante-EMV en els cursos de valencià publicats en el suplement "Aula" entre el 1999 i 2001.
Verònica Cantó ha estat professora de valencià als instituts de Torrent, de Novelda, Miguel Hernández, i Jaume II d'Alacant durant el curs 1988-1989. També de l'Institut de Ciències de l'Educació de la Universitat d'Alacant durant el curs 1987/1988. Entre el 1989 i 1990 fou arxivera de l'Arxiu Patrimonial de la Junta de Festes de Moros i Cristians de Cocentaina.
Forma part de l'Acadèmia Valenciana de la Llengua des de la seua creació el 2001 i n'és la seua secretària des del 2006 a més de membre de les seccions de Publicacions i Comunicació, de Lexicografia i Gramàtica i de Terminologia i Assessorament Lingüístic.
El gener de 2018 participà en el cicle de conferències organitzat per la Universitat de València i l'Acadèmia Valenciana de la Llengua (AVL) a l'entorn de l'aportació de les dones al llarg de la història en la literatura, la història, l'educació i el dret, entre d'altres disciplines.
El març de 2022 fou triada presidenta amb el suport majoritari dels membres, en substitució del fins aleshores president Ramon Ferrer.

## Premis
Guardonada amb el Premi Joan Valls i Jordà per l'ús i promoció del valencià 2003, que atorga l'Associació Cultural Amics de Joan Valls i Jordà d'Alcoi.

## Publicacions[1]
- Llibres destinats a l'ensenyament no universitari.
- Libres sobre l'aprenentatge del valencià conjuntament amb altres autors:
  - Ortografia Valenciana.
  - Els nostres verbs. Alcoi: Editorial; Marfil, 2010
  - Els pronoms febles.
  - Diftongs, accentuació i dièresi
  - Valencià pas a pas. Elemental. Editorial: Marfil, 1999
  - Valencià pas a pas. Mitjà. Editorial: Marfil, 2002
  - Valencià pas a pas. Superior. Editorial: Marfil, 2002
  - Gramàtica valenciana.